# Niederländische Badmintonmeisterschaft 1942
Die Niederländische Badmintonmeisterschaft 1942 war die elfte Auflage der nationalen Titelkämpfe im Badminton in den Niederlanden. Die Meisterschaft wurde vom 7. bis zum 8. März 1942 in Scheveningen ausgetragen.

## Sieger und Platzierte
| Disziplin    | Gold                              | Silber                          | Bronze                     |
| ------------ | --------------------------------- | ------------------------------- | -------------------------- |
| Herreneinzel | Edward H. den Hoed jr.            | J. P. H. Woltman                | J. de Haas                 |
| Herreneinzel | Edward H. den Hoed jr.            | J. P. H. Woltman                | H. Ernst                   |
| Dameneinzel  | Annie W. Koch / H. Dresselhuys    | (Endspiel nicht ausgetragen)    | Braat                      |
| Herrendoppel | J. de Haas Edward H. den Hoed jr. | O. C. Koch J. P. H. Woltman     | H. Ernst G. Ernst          |
| Herrendoppel | J. de Haas Edward H. den Hoed jr. | O. C. Koch J. P. H. Woltman     | S. Ernst P. Zelsman        |
| Damendoppel* | C. Braat D. Braat                 | D. van Turnhout Broeren         |                            |
| Mixed        | Edward H. den Hoed jr. de Ruyter  | J. P. H. Woltman H. Dresselhuys | A. Ernst Annie W. Koch     |
| Mixed        | Edward H. den Hoed jr. de Ruyter  | J. P. H. Woltman H. Dresselhuys | O. C. Koch D. van Turnhout |

- Die Quellen berichten über unterschiedliche Endspiele im Damendoppel. Einerseits gewinnen Braat/Braat in einem nachträglich ausgetragenen Endspiel gegen Turnhout/Broeren mit 15:10 und 15:12, andererseits van Berkel-Belzer/Marinkelle gegen Koch/de Ruyter mit 15:5 und 15:11.